# Hemorràgia digestiva baixa
L'hemorràgia digestiva baixa (HDB), és qualsevol forma d'hemorràgia gastrointestinal al tracte gastrointestinal inferior. L'HDB és un motiu habitual per demanar atenció mèdica al servei d'urgències d'un hospital. L'HDB representa entre el 30 i el 40% de totes les hemorràgies gastrointestinals i és menys freqüent que l'hemorràgia digestiva alta (HDA). S'estima que l'HDA representa entre 100 i 200 per 100.000 casos enfront de 20-27 per cada 100.000 casos per a HDB. Aproximadament el 85% de les hemorràgies gastrointestinals inferiors afecten el còlon, el 10% són d'hemorràgies que en realitat són sagnats gastrointestinals superiors i el 3-5% afecten l'intestí prim.